# NGC 3125
NGC 3125 ist eine Zwerggalaxie mit ausgedehnten Sternentstehungsgebieten vom Hubble-Typ Im? im Sternbild Antlia am Südsternhimmel. Sie ist rund 40 Millionen Lichtjahre von der Milchstraße entfernt und hat einen Durchmesser von etwa 10.000 Lichtjahren.

Gemeinsam mit NGC 3113, NGC 3137, NGC 3175 und PGC 29166 bildet sie die kleine NGC 3175-Gruppe.
Das Objekt wurde am 30. März 1835 von John Herschel mit einem 18,7-Zoll-Teleskop entdeckt.